# Vážany, Vyškov
Vážany là một làng thuộc huyện Vyškov, vùng Jihomoravský, Cộng hòa Séc.